# ستان لوف (كرة سلة)
ستان لوف (بالإنجليزية: Stan Love) مواليد 9 أبريل 1949 في لوس أنجلوس، هو لاعب كرة سلة أمريكي سابق. بدأ مسيرته الاحترافية في سنة 1971. اختير من قبل فريق واشنطن ويزاردز خلال الدرافت. يبلغ طوله 6 قدم 9 بوصة (2.1 م). اعتزل اللعب في 1975.

## المسيرة الاحترافية
لعب مع واشنطن ويزاردز من سنة 1971 إلى 1973، ثم لعب مع لوس أنجلوس ليكرز من سنة 1973 إلى 1975، ثم لعب مع سان أنطونيو سبرز في موسم 1974–75 .

## روابط خارجية
- ستان لوف على موقع إن بي أي (الإنجليزية)
- ستان لوف على موقع سبورتس رفرنس (الإنجليزية)
- ستان لوف على موقع كلية كرة السلة في سبورتس رفرنس.كوم (الإنجليزية)
- ستان لوف على موقع ريلجم (الإنجليزية)
- ستان لوف على موقع بروبوليرز (الإنجليزية)